# Melanie Leupolz
Melanie Leupolz   (Wangen im Allgäu, 14 d'abril de 1994) és una futbolista alemanya que juga com a migcampista al Reial Madrid. Des del 2013 fins al 2023 també va jugar a la selecció femenina de futbol d'Alemanya.

## Trajectòria
El 2014 es va incorporar al FC Bayern de Múnic, on va debutar el 31 d'agost de 2014 en un empat 1-1 contra l'Eintracht Frankfurt, i va marcar el seu primer gol en una victòria per 4-0 contra el Bayer 04 Leverkusen el 2 d'octubre de 2014. Més endavant, va guanyar dos títols de la Bundesliga en les seves dues primeres temporades amb el Bayern, la 2014-15 i la 2015-16. El 2018, va ampliar el seu contracte fins al 2020.
El 23 de març de 2020, Leupolz va fitxar pel Chelsea FC. El 29 d'agost de 2020, va guanyar la FA Community Shield, el seu primer títol amb el seu nou equip. El 13 de setembre va marcar el seu primer gol amb el Chelsea FC en una victòria per 9-0 contra el Bristol City FC. El 7 de març de 2022 el Chelsea FC va anunciar que Leupolz estava embarassada, va prometre el suport de l'equip mèdic del club i va dir que no jugaria més el que quedava de temporada 2021-22. Leupolz va tornar a jugar amb el club a principis del 2023, després de donar a llum, i va formar part del conjunt que va guanyar la FA Women's Super League i la Copa anglesa aquella temporada.
El 19 de juny de 2013, Leupolz va fer el seu debut amb la selecció absoluta d'Alemanya en una victòria per 1-0 contra la selecció del Canadà a Paderborn. L'endemà va ser nomenada per a l'Eurocopa 2013. També va formar part de la plantilla dels Jocs Olímpics d'Estiu de 2016, on Alemanya va guanyar la medalla d'or.
A la Copa del Món Femenina de 2019 va marcar un gol en la victòria d'Alemanya per 4-0 contra la selecció de Sud-àfrica, el seu primer gol amb la selecció des dels Jocs Olímpics d'Estiu de 2016.